# Robert Hay Drummond
Robert Hay Drummond (10 novembre 1711 – 10 décembre 1776) est un ecclésiastique anglican.
Il est évêque de St Asaph de 1748 à 1761, puis brièvement évêque de Salisbury pour quelques mois avant d'être élu archevêque d'York, poste qu'il occupe jusqu'à sa mort.